# بريط طويل الأوراق
بريط طويل الأوراق (الاسم العلمي:Dipcadi longifolium) هو نوع من النباتات يتبع جنس البريط من الفصيلة الهليونية.